# Маргібі
Маргібі (англ. Margibi County) — одне з графств Ліберії. Адміністративний центр — місто Каката.

## Географія
Розташоване на заході центральної частини країни. Межує з графствами Гранд-Баса (на сході), Бонг (на півночі) і Монтсеррадо (на заході). На півдні омивається водами Атлантичного океану. Площа становить 2 615 км ².

## Населення
Населення за даними перепису 2008 року — 199 689. Щільність населення — 76,36 чол./км².
Динаміка чисельності населення графства по роках:
| 1984   | 1986    | 2008    | 2013    |
| ------ | ------- | ------- | ------- |
| 98 000 | 104 000 | 199 689 | 205 519 |

## Адміністративний поділ
Графство ділиться на 4 дистрикти (населення - 2008 рік):
- Файрстаун (англ. Firestone District) (57 251 осіб)
- Гібі (англ. Gibi District) (13 232 осіб)
- Каката (англ. Kakata District) (88 130 осіб)
- Мамба-Каба (англ. Mambah-Kaba District) (41 076 осіб)